# Maureen O’Brien
Maureen O’Brien (ur. 29 czerwca 1943 w Liverpoolu) – angielska aktorka i pisarka.
W młodości O’Brien uczęszczała do Notre Dame School w Liverpoolu oraz do Central School of Speech and Drama w Londynie.
Aktorka najbardziej znana jest z roli Vicki w serialu science-fiction Doktor Who. W tym serialu wystąpiła w 38 odcinkach (9 historii) w roku 1965. Około 40 lat później zaczęła grać tę samą rolę w produkcjach radiowych Big Finish Production dotyczących tematyki Doktora Who.
1987 wystąpiła w serialu medycznym Na sygnale, gdzie zagrała Elizabeth Straker. Gościnnie wystąpiła również w The Duchess of Duke Street, Taggart, Cracker, A Touch of Frost oraz Heartbeat.
Była członkiem Everyman Theatre.
Jest również autorem siedmiu powieści detektywistycznych: Close-Up on Death (1989), Deadly Reflection (1993), Mask of Betrayal (1998), Dead Innocent (1999), Revenge (2001), Unauthorised Departure (2003) oraz Every Step You Take (2004). Wszystkie przedstawiają postać inspektora detektywistycznego Johna Brighta.